# Charles McPherson
Charles McPherson (* 24. července 1939 Joplin, Missouri, USA) je americký jazzový altsaxofonista a hudební skladatel. V letech 1960–1972 byl členem skupiny Charlese Minguse, ale spolupracoval s ním ještě v pozdějších letech. První album pod svým jménem, nazvané Be-Bop Revisited vydal v roce 1964; na bicí hrál Albert Heath, na trubku Carmell Jones, na klavír Barry Harris a Nelson Boyd na kontrabas. Později nahrál řadu dalších vlastních alb a hrál na albech jiných umělců, mezi něž patří Art Farmer, Kenny Drew, Charles Tolliver nebo Tošiko Akijoši.